# Biblioteca de la Universidad de Heidelberg

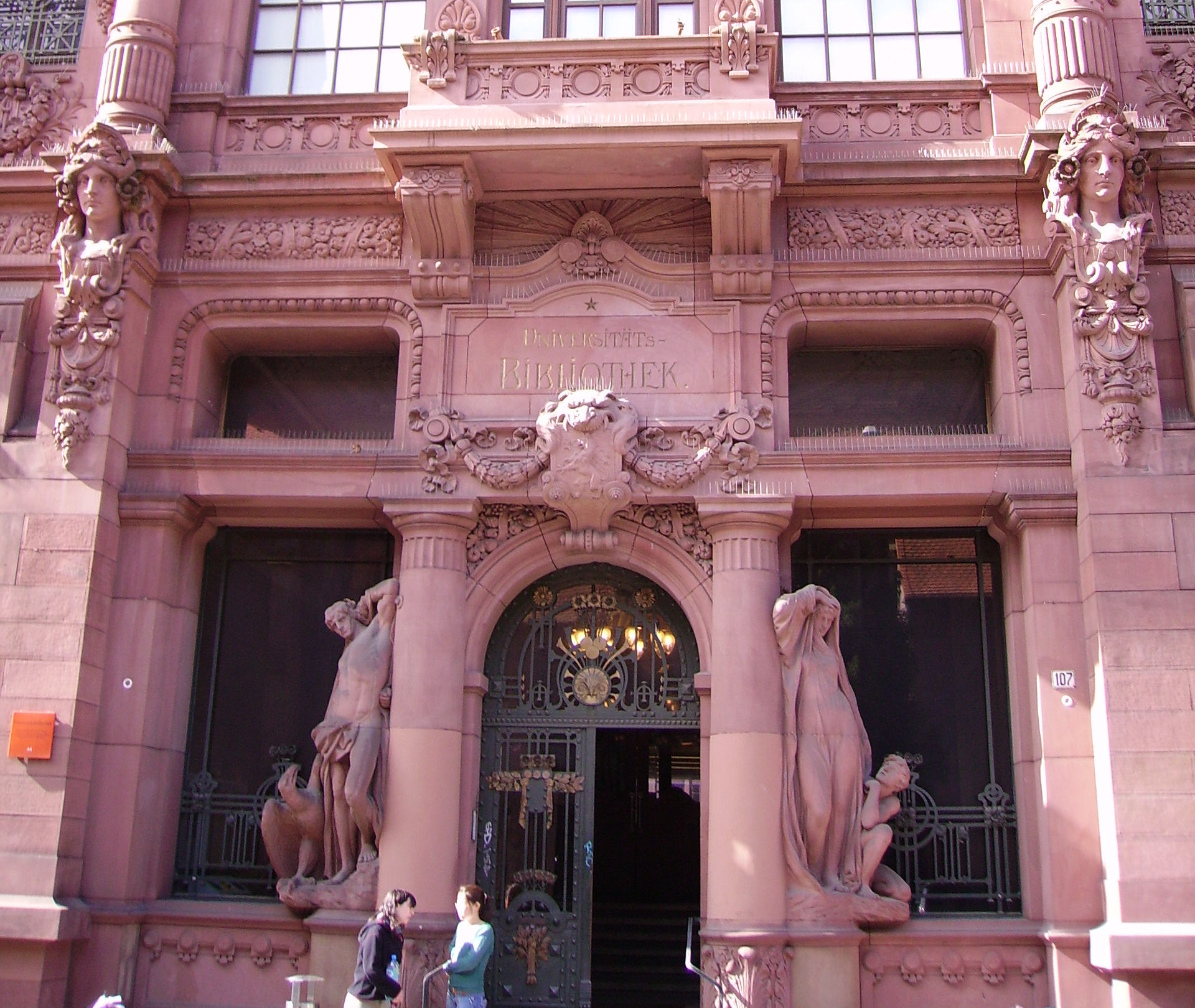
Entrada al edificio principal de la Biblioteca Universitaria de Heidelberg.

La Biblioteca de la Universidad de Heidelberg (Universitätsbibliothek Heidelberg) es la biblioteca central de la Universidad de Heidelberg. Constituye junto con las 83 bibliotecas de las facultades e institutos de la Universidad, el Sistema Bibliotecario de la Universidad de Heidelberg. La Biblioteca alberga importantes fondos concernientes al Palatinado y Baden, egiptología, arqueología, historia del arte y el Sudeste Asiático. Contiene alrededor de 3,2 millones de libros, entre los cuales destacan más de 6.600 manuscritos, 1.800 incunables, más de 100.000 autógrafos, antiguas piezas cartográficas, fotografías, material en video, pinturas, microfilms, etc., así como acceso a más de 10 000 publicaciones periódicas científicas. El conjunto de bibliotecas restante antes mencionado tiene otros 3,5 millones de libros impresos. 
Desde la fundación de la Universidad de Heidelberg, en 1388, la Biblioteca se ha beneficiado de compras y donaciones de notable valor. Desde Marsilius Von Inghen, primer rector de la Universidad, pasando por Luis III, Elector del Palatinado, diversos obispos, cancilleres y docentes han aportado valiosos fondos a la biblioteca. Importantísimas fueron las donaciones de los Fúcares de Augsburgo y del Elector Palatino Otón Enrique, durante el Renacimiento, que dieron lugar a la famosa Bibliotheca Palatina, que no obstante sufrió serias pérdidas durante la Guerra de los Treinta Años, al pasar parte de sus mejores ejemplares al Vaticano. Empero, la aportación de fondos de gran valor de monasterios secularizados como los de Salem y Petershausen, supusieron el inicio de una extraordinaria mejora. Durante el siglo XX, diversos edificios, algunos sobresalientes piezas de arquitectura, contribuyeron a aumentar el Patrimonio bibliográfico y cultural de la Biblioteca de la Universidad de Heidelberg.